# Classics (Era)
| Recensione | Giudizio |
| ---------- | -------- |
| AllMusic   | [ 1 ]    |

Classics è il quinto album discografico del gruppo new age francese Era, pubblicato il 2 novembre 2009. In questo album vengono proposte delle cover di brani classici e operistici riarrangiati nello stile del gruppo.

## Tracce
1. Redemption + Ave Maria – 4:53 (Giulio Caccini)
2. Sunset Drive + Spring (Four Seasons) – 3:41 (Antonio Vivaldi)
3. Arising Force + Nabucco – 3:44 (Giuseppe Verdi)
4. The Chosen Path + La forza del destino – 4:16 (Giuseppe Verdi)
5. Ritus Pacis + Concerto nº 3 – 3:45 (Johann Sebastian Bach)
6. Adagietto + 5th Symphony – 5:23 (Malher)
7. Dark Wonders + Sarabande & Ombra mai fu – 3:53 (Georg Friedrich Händel)
8. Winds Of Hope + Winter (Four Seasons) – 4:04 (Antonio Vivaldi)
9. Sombre Day – 3:51 (Eric Lévi)
10. Adagio For Strings – 2:48 (Samuel Barber)

## Classifica
| Classifica | Posizione massima |
| ---------- | ----------------- |
| Belgio     | 3                 |
| Francia    | 3                 |
| Grecia     | 18                |
| Italia     | 14                |
| Messico    | 28                |
| Svizzera   | 27                |